# (29244) Van Damme
Pour les articles homonymes, voir Van Damme.
(29244) Van Damme est un astéroïde de la ceinture principale.

## Description
(29244) Van Damme est un astéroïde de la ceinture principale. Il fut découvert le 26 juillet 1992 à La Silla par Eric Walter Elst. Il présente une orbite caractérisée par un demi-grand axe de 2,60 UA, une excentricité de 0,16 et une inclinaison de 13,2° par rapport à l'écliptique.

## Compléments